# Nome Próprio
Nome Próprio é um filme brasileiro de 2007, do gênero drama, dirigido por Murilo Salles, baseado no livro Máquina de Pinball, de Clarah Averbuck.

## Elenco
- Leandra Leal… Camila
- Frank Borges.... Léo
- Luciana Brites.... Aurora
- Juliano Cazarré.... Felipe
- David Cejkinski.... Guilherme
- Milhem Cortaz.... locador
- Alex Disdier.... Henri
- Reginaldo Faidi.... zelador
- Fábio Frood.... amigo de Henri
- Ricardo Galli.... amigo de Daniel
- Ricardo Garcia.... Rodrigo
- Munir Kanaan.... Márcio
- Gustavo Machado.... Daniel
- Alan Medina.... Advogado
- Rosanne Mulholland.... Paula
- Martha Nowill.... Mari
- Norival Rizzo.... pai de Guilherme
- Paulo Vasconcelos.... Charles
- Luciano Bortoluzzi.... jornalista

## Principais prêmios e indicações
Festival de Gramado (2008)
- Vencedor nas categorias:

Melhor filme
Melhor atriz (Leandra Leal)
Melhor direção de arte